# Thersistrombus
Thersistrombus is een geslacht van weekdieren uit de klasse van de Gastropoda (slakken).

## Soort
- Thersistrombus thersites (Swainson, 1823)